# Sybra laevepunctata
Sybra laevepunctata là một loài bọ cánh cứng trong họ Cerambycidae.